# Dominantno dedovanje
Dominantno dedovanje pomeni prenos dedne informacije s staršev na potomce in s tem prevzem lastnosti od prednikov, pri katerem se v osebku prisotni geni vedno izrazijo.

## Avtosomno dominantno dedovanje
Dedne bolezni, ki se deduje na nespolnih kromosomih (avtosomih) in je za izražanje bolezni dovolj že ena prizadeta kopija gena, se dedujejo po avtosomnem dominantnem dedovanju. Spremenjena kopija gena na avtosomu je  dominantna in prevlada nad normalno kopijo gena. Nekatera dominantna obolenja prizadenejo posameznika že ob  rojstvu, druga šele v odraslem obdobju. V populaciji lahko imamo prisotne osebe vseh treh možnih kombinacij genotipov – osebe, ki so »zdravi« homozigoti (imajo dva zdrava alela), prizadete homozigote (imajo dva okvarjena alela) in prizadete heterozigote (imajo en okvarjen in en zdrav alel), vendar se bolezen izrazi tudi pri slednjih, saj en okvarjen alel že povzroči vidne znake bolezni (fenotip).
Če ima eden od staršev spremenjeno eno kopijo gena, bo na otroka lahko prenesel spremenjeno ali normalno kopijo gena. 
Vsak otrok ima torej 50-odstotno verjetnost (1 od 2), da bo podedoval spremenjeno kopijo gena in s tem genetsko obolenje.  Obstaja tudi 50-odstotna verjetnost (1 od 2), da bo otrok podedoval normalno kopijo gena in ne bo zbolel in obolenja tudi ne bo mogel prenesti na svoje potomce. Obe možnosti se pojavljata naključno. Verjetnost ostaja enaka v vsaki nosečnosti. Enaka je za dečke in deklice.
Med avtosomno  dominantno dedna obolenja prištevamo na primer bolezen policističnih ledvic pri odraslih in Huntingtonovo bolezen.

## X-vezano dominantno dedovanje
Kadar je dominantno dedovanje povezano s spolnim kromosomom X, govorimo o X-vezanem dominantnem dedovanju.
Večina na kromosom X vezanih obolenj je sicer recesivnih, nekatera pa se dedujejo tudi na dominanten način. To pomeni, da 
čeprav ženska podeduje poleg spremenjene kopije tudi normalno kopijo gena, bo spremenjena kopija gena zadostovala, 
da se bo bolezen izrazila. Če moški podeduje spremenjen  kromosom X, bo to zadostovalo, da se bolezen izrazi, saj ima 
moški samo en kromosom X. Obolela mati ima 50-odstotno verjetnost (1 od 2), da ima obolele otroke (hčerke in sinove). Če ima 
obolenje oče, pa ga bodo podedovale vse hčerke in noben od sinov.
Primeri X-vezanih dominantnih genskih bolezni so:
- večina primerov Alportovega sindroma[5]
- inkontinenca pigmenta[6]
- Giuffrè–Tsukaharov sindrom[7]
- Charcot–Marie–Toothova bolezen[8]